# Pripor (Macedonia Północna)
Pripor (maced. Припор) – wieś w północno-wschodniej Macedonii Północnej, w gminie Koczani.